# Stolnica v Algheru
Stolnicaa v Algheru, sicer stolnica Svete Marije Brezmadežne (italijansko Duomo di Alghero; Cattedrale di Santa Maria Immacolata; katalonsko Catedral de l'Alguer; Catedral de Santa Maria Immaculada), je rimskokatoliška stolnica v Algheru v pokrajini Sassari, Sardinija, Italija. Stoji se v zgodovinskem središču mesta. Od leta 1503 do 1986 je bil sedež škofa Alghera, od leta 1986 pa je sedež škofa Alghero-Bosa.

## Zgodovina
Leta 1503 je papež Julij II. razglasil bulo, s katero je bila izvedena temeljita revizija sardinskih škofij, ki si jo je močno želel suveren Ferdinand II. Aragonski. Tri majhne škofije Castro, Bisarcio in Ottana so bile združene in vključene v novo škofijo Alghero.
Alghero, ki je bil leta 1501 povzdignjen v mesto, takrat ni imel dovolj velikega templja, da bi služil kot stolnica in škofje nove škofije so tam prebivali šele v 1530-ih. Resno so se gradbena dela na stolnici začela šele leta 1567. Precejšnje trajanje gradnje je razvidno iz opazne mešanice slogov, čeprav se katalonska gotika lahko šteje za prevladujočo.
Najprej je bil dokončan apsidni prostor s korom in petimi radialnimi kapelami ter osmerokotni zvonik zgoraj s portalom pod njim. Kasneje je gradnjo nadaljeval vojaški arhitekt Rocco Cappellino iz Cremone, ki je uporabil poznorenesančne elemente v templju, vidnem v zadnji kapeli levo od petih radialnih kapel, v veliki vzdolžni dvorani, razdeljeni na tri ladje in v obsežni transept. Stolnica je bila odprta za bogoslužje, čeprav ni bila dokončana, leta 1593, ko so v njej obhajali nekaj duhovniških posvečenj. Po prekritju dvorane v renesančnem slogu so leta 1638 prekrili transept in nad prezbiterijem zgradili osmerokotno kupolo.
Leta 1730 je bila cerkev, potem ko je bila po impresivnih in neskončnih obnovitvenih delih okrašena z umetniško marmorno opremo, ponovno posvečena in šele leta 1862 je bila zgrajena nova neoklasicistična fasada, ki je nadomestila poznorenesančno.

## Opis

### Zunanjost
Zunanjost stolnice zaznamuje predvsem visok zvonik, eden od simbolov Alghera, ki izstopa v urbani panorami zgodovinskega središča. Stolp na hrbtni strani cerkve je del prve gradbene faze stavbe, je v poznogotskem slogu, z osmerokotnim prerezom, več šilastimi ločnimi odprtinami ob straneh in po balustradi, vzdolž katere se loki in vrhovi izmenjujejo, okronan je z vitkim zvonikom v obliki piramide, ki je pogost v Kataloniji in je pokrit s polikromirano majoliko. Ob vznožju zvonika je portal, ki ga povezuje z osrednjo kapelo ambulatorija. Je v okrašenem slogu, z majhnimi stebri, ki jih obkrožajo ogivalni loki, okrašeni s kroglami in majhnimi lilijami, vklesanimi v kamen.
Glavni vhod je na majhnem trgu Piazza del Duomo, kamor gleda fasada v neoklasicističnem slogu iz leta 1862, ki je močno spremenil njeno podobo. Ima monumentalen klasični pronaos, opremljen s trikotnim timpanonom, ki ga podpirajo štirje dorski stebri, ki jih podpira visok stilobat z osrednjim stopniščem. 

### Notranjost
Notranji prostor templja je v tlorisu latinskega križa, razdeljen na tri ladje, ločene med seboj s stebri in pilastri klasičnega sloga. Je v poznorenesančnem slogu, kar dokazuje nekoliko znižan banjasti obok na vencu, podprt z velikimi klasicističnimi konzolami in zaznamovan s podstavki, ki delijo spodnji prostor na polja. Minimalni odklon pravokotnih krakov daje vzdolžni strukturi renesančno centralnost, ki jo poudarja višinski razvoj.
V stranskih ladjah je šest kapel, po tri na vsaki strani, vse pa krasijo zanimive umetnine. Posebej omembe vredne so prve kapele v vsaki ladji, večje od naslednjih in pokrite s kupolami, ki počivajo na visokih stebrih, ki se izmenjujejo s stebri iz dorskega peščenjaka, v katerih sta dva mogočna oltarja iz 19. stoletja v neoklasicističnem slogu; posebej pomembna je prva kapela na desni, posvečena Najsvetejšemu, z mogočnim oltarjem, posvečenim leta 1824, izklesanim v marmorju in okrašenim v središču z majhnim okroglim templjem, ki spominja na tempelj Veste v Rimu.
Druge kapele se odpirajo na transept, pokrit s paviljonom, v katerem je tudi marmorni mavzolej v neoklasicističnem slogu Maurizia Giuseppeja di Savoia (1766-1802), vojvode Monferratskega (1762-1799), , ki sta umrla na otoku zaradi malarije. V začetku 19. stoletja ga je izklesal Felice Festa po naročilu Carla Felice Savojski, brat vojvode.
Na mestu, kjer osrednja ladja prečka transept, se dviga osmerokotna kupola iz 17. stoletja, zgrajena na visokem bobnu z okni, pod katerim je kor. Korni prostor, nekaj stopnic nad tlemi dvorane, obdaja balustrada, ki jo je leta 1727 iz intarziranega marmorja izdelal Genovežan Giuseppe Massetti. Isti umetnik je ustvaril tudi glavni oltar s kiparsko skupino, ki prikazuje angele Brezmadežnega spočetja in elegantno prižnico. Ob straneh dostopnega stopnišča do kora stražita dva marmornata leva, po vzoru stolnice v Cagliariju, ki so ga kasneje uporabili v različnih cerkvah na otoku.
Za lesenim korom je v poligonalni apsidi pet radialnih kapel v gotskem slogu, ki so združene v ambulatorij. Od petih radialnih kapel ima zadnja na levi, zadnja, ki je bila zgrajena po renesančnem navdihu, pravokoten tloris in križni obok brez reber. V kapelah so dragoceni leseni oltarji, delo izurjenih lokalnih obrtnikov in drugih iz marmorja, med katerimi izstopa oltar sv. Zakramenta, izdelan iz dragocenega carrarskega marmorja, ki ga je naročil škof Pietro Bianco iz Sassarija.

## Galerija
- Oltar
- Stolnica v Algheru: neoklasicistični dodatek iz 19. stoletja na zahodnem pročelju
- Originalni gotski portal
- Glavni oltar Giuseppeja Massettija
- Katalonska gotika stolnice